# Ray Miron President's Cup
La Ray Miron President's Cup è stato il più importante trofeo per squadre della Central Hockey League, consegnato alla formazione vincitrice dei playoff. La coppa prende il proprio nome da uno dei fondatori della lega, Ray Miron.

## Storia
La Ray Miron President's Cup fu consegnata ufficialmente dal 2002 fino al 2014, anno in cui la CHL si fuse con la ECHL. Il primo nome del trofeo fu William “Bill” Levins Memorial Cup, mentre nel 2000 esso cambiò in Ray Miron Cup (Bill Levins e Ray Miron furono i co-fondatori della CHL). Dal 1997 al 2001 i vincitori della WPHL conquistavano la "President's Cup", e così quando la WPHL si fuse con la CHL al termine della stagione 2000-2001 si decise di unire i nomi dei due trofei creando così il nome "Ray Miron President's Cup".
Sono 14 le franchigie che hanno conquistato il titolo della CHL, e fra queste cinque (Wichita, Oklahoma City, Memphis/Mississippi, Laredo, Colorado e Allen) sono riuscite a vincerlo per due volte.

## Vincitori e finalisti
| Bill Levins Memorial Cup  | Bill Levins Memorial Cup | Bill Levins Memorial Cup | Bill Levins Memorial Cup |
| Stagione                  | Campione                 | Finalista                | Serie                    |
| ------------------------- | ------------------------ | ------------------------ | ------------------------ |
| 1992-93                   | Tulsa Oilers             | Oklahoma C. Blazers      | 4-1                      |
| 1993-94                   | Wichita Thunder          | Tulsa Oilers             | 4-0                      |
| 1994-95                   | Wichita Thunder          | San Antonio Iguanas      | 4-2                      |
| 1995-96                   | Oklahoma C. Blazers      | San Antonio Iguanas      | 4-3                      |
| 1996-97                   | Fort Worth Fire          | Memphis RiverKings       | 4-3                      |
| 1997-98                   | Col. Cottonmouths        | Wichita Thunder          | 4-0                      |
| 1998-99                   | Huntsville Ch. Cats      | Oklahoma C. Blazers      | 4-2                      |
| 1999-2000                 | Indianapolis Ice         | Col. Cottonmouths        | 4-3                      |
| Ray Miron Cup             |                          |                          |                          |
| 2000-01                   | Oklahoma C. Blazers      | Col. Cottonmouths        | 4-1                      |
| Ray Miron President's Cup |                          |                          |                          |
| 2001-02                   | Memphis RiverKings       | Austin Ice Bats          | 4-1                      |
| 2002-03                   | Memphis RiverKings       | Austin Ice Bats          | 4-1                      |
| 2003-04                   | Laredo Bucks             | B-S Mudbugs              | 4-3                      |
| 2004-05                   | Colorado Eagles          | Laredo Bucks             | 4-1                      |
| 2005-06                   | Laredo Bucks             | B-S Mudbugs              | 4-1                      |
| 2006-07                   | Colorado Eagles          | Laredo Bucks             | 4-2                      |
| 2007-08                   | Arizona Sundogs          | Colorado Eagles          | 4-0                      |
| 2008-09                   | Fort Worth Brahmas       | Colorado Eagles          | 4-1                      |
| 2009-10                   | Rapid City Rush          | Allen Americans          | 4-3                      |
| 2010-11                   | B-S Mudbugs              | Colorado Eagles          | 4-3                      |
| 2011-12                   | Fort Wayne Komets        | Wichita Thunder          | 4-1                      |
| 2012-13                   | Allen Americans          | Wichita Thunder          | 4-3                      |
| 2013-14                   | Allen Americans          | Denver Cutthroats        | 4-1                      |